# Leticia Ortiz
Leticia "Letty" Ortiz~Toretto è uno dei personaggi principali della saga cinematografica Fast and Furious, ed è la moglie di Dominic Toretto e la matrigna di Brian Marcos Toretto.

## Biografia del personaggio
Sin da ragazzina ha avuto una sorta di venerazione per Dominic Toretto, per poi diventare la sua ragazza dopo i 16 anni compiuti. Letty è molto gelosa e possessiva nei confronti di Dom e le dà fastidio persino quando le ragazze gli si avvicinano, questa sua gelosia la porterà sempre a scontrarsi con le donne che si avvicineranno a lui. Ha una grande passione per i motori sin da quando aveva 10 anni (è anche una brava meccanica), cosa che la spingerà a lavorare nell'officina di Dom. Anche le sue abilità al volante sono ottime, tanto da avere ruoli attivi durante i colpi della squadra. In Fast & Furious - Solo parti originali si scopre che ha lavorato sotto copertura per l'FBI, volendoli aiutare a catturare un noto trafficante di droga, in cambio dell'amnistia a Dom per tutti i suoi crimini commessi antecedentemente. In seguito, però, verrà ritenuta morta per mano di uno scagnozzo del trafficante di droga Braga, venuto a sapere del doppio-gioco di Letty. All'inizio del sesto film si scopre che è ancora viva e si è alleata con un'organizzazione criminale, capitanata da Owen Shaw. Nel frattempo però si scopre che ha perso tutti i suoi ricordi e per questo vedendo Dom per la prima volta, gli spara. Alla fine del film, però, si rende conto dei sentimenti che la legano a Dom e torna con lui e la sua squadra, nonché la sua famiglia a Los Angeles, all'amnistia ricevuta grazie a Luke Hobbs per la cattura di Shaw. 
In Fast & Furious 7 dopo una corsa la mente la riporta alla sua "finta" morte e al presunto luogo di sepoltura. Inoltre si scoprirà che lei e Dom si sono sposati nella Repubblica Dominicana, ma lui non le ha detto nulla perché non voleva costringerla ad amarlo. In una scena eliminata, si scopre che nella clinica dov'è stata curata dopo la presunta morte nel quarto film, è stata registrata come Leticia Toretto; inoltre si scopre che è stata portata lì da Gisele Yashar.
In Fast & Furious 8 Letty e Dom sono in una luna di miele a Cuba, e iniziano a parlare di sistemarsi. ll gruppo però, sarà messo a dura prova come mai prima d'ora quando una donna misteriosa irretisce Dom per indurlo a ritornare al mondo del crimine, costringendolo a fargli tradire coloro che gli sono più cari. Letty è la sola persona nel corso del film a non dubitare mai di suo marito e ad avere la fede che prima o poi lui sarebbe tornato da lei, convinta del fatto che Dom fosse stato obbligato a voltare le spalle alla famiglia. Ad un certo punto lei vede un bacio tra Dom e Cipher, la donna che l'ha circuito. Si scopre in seguito che nel periodo in cui Dom pensava che Letty fosse morta, lui ha avuto un figlio da Elena Neves, la donna in seguito morirà perché Dom sceglie di sacrificare la sua vita in cambio di quella di sua moglie. Alla fine del film Dom, con l'aiuto della squadra riesce ad avere la meglio su Cipher e a recuperare suo figlio, sventando l'attacco terroristico della donna. I due innamorati si riuniscono e Letty accetta il bambino di Dom, come suo e decide di crescerlo insieme a lui. 
Durante i vari film prende parte a molte azioni, tra le quali il furto de "L'Occhio di Dio", programma creato da una hacker che permetterà alla banda di rintracciare Deckard Shaw, il fratello maggiore di Owen Shaw.

## Caratterizzazione

### Personalità
È un maschiaccio per antonomasia. Letty è una persona molto leale, lo dimostra nei diversi film, soprattutto con suo marito, seguendolo e sostenendolo in ogni sua decisione. Sacrificherebbe la sua vita per Dom, sentendosi incompleta senza di lui. Ha un bellissimo rapporto con Mia Toretto, che considera sua sorella. È una persona descritta da tutti come forte, tosta e coraggiosa. Lei è esperta nel combattimento di strada, riuscendo a difendersi anche da persone che hanno esperienze nel campo militare. Infine è molto discreta, si scopre del suo matrimonio con Dom, tantissimi anni dopo. 

### Auto
| Film                                  | Auto                      |
| ------------------------------------- | ------------------------- |
| Fast and Furious                      | Honda Civic               |
| Fast and Furious                      | Nissan 240SX              |
| Fast & Furious - Solo parti originali | Plymouth Road Runner      |
| Fast & Furious 6                      | Jensen Interceptor Mark 3 |